# Бутанская летяга
Бутанская летяга (лат. Petaurista nobilis) — вид грызунов из семейства беличьих Sciuridae. Является одним из самых крупных видов среди летающих белок.

## Распространение
Распространение данного вида имеет узкий диапазон, ограниченный центральным Непалом, Сикким и западным штатом Аруначал-Прадеш в Индии и Бутаном. Также его можно встретить в соседних лесах в южном Тибете и на севере Бангладеш.

## Описание
Белка имеет ярко-каштановый окрас с оранжевыми кончиками в верхней части туловища. Конечности имеют темно-каштановый и черный окрас. На вершине головы имеется узкая полоса бледно-бурого цвета.

## Экология и среда обитания
Естественной средой обитания для бутанской летяги служат умеренные широколиственные леса, которые располагаются на высоте между отметками от 1500 м до 3000 м от уровня моря, но также животные могут встречаться и в смежных хвойных лесах.
Период размножения приходится с марта по апрель.